# Glauco Gottardi
Glauco Gottardi (Fiume, 3 febbraio 1928 – Modena, 1º settembre 1988) è stato un geologo italiano.
Insegnante all'università di Modena e socio dei Lincei, svolse varie ricerche sulle zeoliti e scoprì con Stefano Bonatti la perrierite-(Ce). Da lui prende nome la gottardiite.